# Distretto di Berat
Il distretto di Berat  o Perati (in albanese Rrethi i Beratit) era uno dei 36 distretti amministrativi dell'Albania. Il distretto faceva parte della prefettura di Berat.
La riforma amministrativa del 2015 ha suddiviso il territorio dell'ex-distretto in 4 comuni: Berat, Kuçovë, Poliçan e Ura Vajgurore.

## Geografia fisica
Il territorio del distretto di Berat è situato a sud della pianura di Myzeqe comprendendo tutta l'area collinare situata intorno alla città di Berat. La parte centrale del distretto è costituita dalla bassa valle del fiume Osum, il prosieguo della vallata si trova invece nel distretto di Skrapar. Sul confine orientale del distretto si trova la sommità del monte Tomorr (2.417 m), la montagna più nota dell'Albania meridionale, la cui cima più alta è il Çuka Partizani.

## Economia
A parte la città di Berat, capoluogo del distretto e con un crescente sviluppo del turismo (fa parte del patrimonio dell'umanità dell'UNESCO) la risorsa principale del distretto è l'agricoltura.
In alcune aree del distretto si produce anche vino.
La strada che percorre la vallata dell'Osum era un tempo una strada carovaniera, attualmente è una strada chiusa, nonostante ciò, data la vicinanza con l'area pianeggiante della Myzeqe, il distretto è abbastanza ben collegato cogli altri centri dell'Albania centrale.

## Geografia antropica

### Suddivisioni amministrative
Il distretto comprendeva 2 comuni urbani e 10 comuni rurali.

#### Comuni urbani
- Berat (Perati)
- Ura Vajgurore

#### Comuni rurali
- Cukalat (Cukalt)
- Kutalli (Kutali)
- Lumas
- Otllak (Otilak)
- Poshnjë
- Roshnik
- Sinjë
- Tërpan
- Velabisht
- Vërtop